# Campionato europeo femminile di pallacanestro 1964
Il 9º Campionato Europeo Femminile di Pallacanestro FIBA si è svolto a Budapest, in Ungheria, dal 6 al 13 settembre 1964.

## Risultati

### Turno preliminare

#### Gruppo A
| Team                | V - P | Pts | PF - PS   | +/-  |
| ------------------- | ----- | --- | --------- | ---- |
| 1. Unione Sovietica | 4 - 0 | 8   | 288 - 153 | +135 |
| 2. Romania          | 2 - 2 | 6   | 177 - 205 | -28  |
| 3. Jugoslavia       | 2 - 2 | 6   | 186 - 203 | -17  |
| 4. Ungheria         | 2 - 2 | 5   | 196 - 215 | -19  |
| 5. Francia          | 0 - 4 | 4   | 158 - 229 | -71  |

| Budapest 6 settembre 1964, ore 11:00 UTC+1 | Romania | 42 – 41 (15-21) | Francia |  |

| Budapest 6 settembre 1964, ore 18:30 UTC+1 | Jugoslavia | 54 – 55 (25-27) | Ungheria |  |

| Budapest 7 settembre 1964, ore 17:30 UTC+1 | Unione Sovietica | 68 – 37 (25-20) | Jugoslavia |  |

| Budapest 7 settembre 1964, ore 20:30 UTC+1 | Ungheria | 62 – 40 (30-22) | Francia |  |

| Budapest 8 settembre 1964, ore 16:00 UTC+1 | Francia | 34 – 71 (16-30) | Unione Sovietica |  |

| Budapest 8 settembre 1964, ore 19:00 UTC+1 | Ungheria | 42 – 53 (13-25) | Romania |  |

| Budapest 9 settembre 1964, ore 17:30 UTC+1 | Francia | 43 – 54 (21-25) | Jugoslavia |  |

| Budapest 9 settembre 1964, ore 20:30 UTC+1 | Unione Sovietica | 81 – 45 (31-18) | Romania |  |

| Budapest 10 settembre 1964, ore 16:00 UTC+1 | Romania | 37 – 41 (19-20) | Jugoslavia |  |

| Budapest 10 settembre 1964, ore 17:30 UTC+1 | Unione Sovietica | 68 – 37 (31-22) | Ungheria |  |

#### Gruppo B
| Team              | V - P | Pts | PF - PS   | +/- |
| ----------------- | ----- | --- | --------- | --- |
| 1. Bulgaria       | 4 - 0 | 8   | 230 - 163 | +87 |
| 2. Cecoslovacchia | 3 - 1 | 7   | 216 - 167 | +49 |
| 3. Polonia        | 2 - 2 | 6   | 178 - 190 | -12 |
| 4. Germania Est   | 1 - 3 | 5   | 197 - 214 | -17 |
| 5. Italia         | 0 - 4 | 4   | 159 - 246 | −93 |

| Budapest 6 settembre 1964, ore 9:30 UTC+1 | Bulgaria | 49 – 37 (20-12) | Polonia |  |

| Budapest 6 settembre 1964, ore 22:00 UTC+1 | Cecoslovacchia | 59 – 41 (27-18) | Italia |  |

| Budapest 7 settembre 1964, ore 16:00 UTC+1 | Bulgaria | 64 – 46 (27-17) | Germania Est |  |

| Budapest 7 settembre 1964, ore 19:00 UTC+1 | Polonia | 61 – 47 (28-15) | Italia |  |

| Budapest 8 settembre 1964, ore 17:30 UTC+1 | Polonia | 31 – 47 (19-21) | Cecoslovacchia |  |

| Budapest 8 settembre 1964, ore 20:30 UTC+1 | Italia | 37 – 63 (12-37) | Germania Est |  |

| Budapest 9 settembre 1964, ore 16:00 UTC+1 | Germania Est | 41 – 64 (17-29) | Cecoslovacchia |  |

| Budapest 9 settembre 1964, ore 19:00 UTC+1 | Italia | 34 – 63 (19-33) | Bulgaria |  |

| Budapest 10 settembre 1964, ore 19:00 UTC+1 | Germania Est | 47 – 49 (24-26) | Polonia |  |

| Budapest 10 settembre 1964, ore 20:30 UTC+1 | Cecoslovacchia | 46 – 54 (18-26) | Bulgaria |  |

### Fase finale

#### Classificazione 9º-10º posto
|  | Finale per il 9º posto |         |    |  |
|  |                        |         |    |  |
|  | Francia                | Francia | 43 |  |
|  | Italia                 | Italia  | 50 |  |

| Budapest 12 settembre 1964, ore 9:30 UTC+1 | Italia | 50 – 43 (21-31) | Francia |  |

#### Classificazione 5º-8º posto
|  | Semifinali   | Semifinali   | Semifinali   |              |         | Finale per il 5º posto | Finale per il 5º posto | Finale per il 5º posto |  |
|  |              |              |              |              |         |                        |                        |                        |  |
|  | Jugoslavia   | Jugoslavia   | 55           |              |         |                        |                        |                        |  |
|  | Jugoslavia   | Jugoslavia   | 55           |              |         |                        |                        |                        |  |
|  | Germania Est | Germania Est | 61           |              |         |                        |                        |                        |  |
|  | Germania Est | Germania Est | 61           |              | Polonia | Polonia                | 49                     |                        |  |
|  |              |              |              |              | Polonia | Polonia                | 49                     |                        |  |
|  |              |              | Germania Est | Germania Est | 41      |                        |                        |                        |  |
|  | Ungheria     | Ungheria     | Germania Est | Germania Est | 41      | 50                     |                        |                        |  |
|  | Ungheria     | Ungheria     |              |              |         | 50                     |                        |                        |  |
|  | Polonia      | Polonia      | 66           |              |         | Finale per il 7º posto | Finale per il 7º posto | Finale per il 7º posto |  |
|  | Polonia      | Polonia      | 66           |              |         |                        |                        |                        |  |
|  |              |              |              |              |         |                        |                        |                        |  |
|  |              |              |              |              |         | Jugoslavia             | Jugoslavia             | 56                     |  |
|  |              |              |              |              |         | Jugoslavia             | Jugoslavia             | 56                     |  |
|  |              |              |              |              |         | Ungheria               | Ungheria               | 49                     |  |

| Budapest 12 settembre 1964, ore 11:00 UTC+1 | Jugoslavia | 55 – 61 (26-28, 53-53) | Germania Est |  |

| Budapest 12 settembre 1964, ore 17:30 UTC+1 | Polonia | 66 – 50 (32-23) | Ungheria |  |

| Budapest 13 settembre 1964, ore 9:30 UTC+1 | Ungheria | 49 – 56 (18-28) | Jugoslavia |  |

| Budapest 13 settembre 1964, ore 11:00 UTC+1 | Polonia | 49 – 41 (23-23) | Germania Est |  |

#### Classificazione 1º-4º posto
|  | Semifinali       | Semifinali       | Semifinali |          |                  | Finale           | Finale          | Finale          |  |
|  |                  |                  |            |          |                  |                  |                 |                 |  |
|  | Cecoslovacchia   | Cecoslovacchia   | 43         |          |                  |                  |                 |                 |  |
|  | Cecoslovacchia   | Cecoslovacchia   | 43         |          |                  |                  |                 |                 |  |
|  | Unione Sovietica | Unione Sovietica | 63         |          |                  |                  |                 |                 |  |
|  | Unione Sovietica | Unione Sovietica | 63         |          | Unione Sovietica | Unione Sovietica | 55              |                 |  |
|  |                  |                  |            |          | Unione Sovietica | Unione Sovietica | 55              |                 |  |
|  |                  |                  | Bulgaria   | Bulgaria | 53               |                  |                 |                 |  |
|  | Romania          | Romania          | Bulgaria   | Bulgaria | 53               | 44               |                 |                 |  |
|  | Romania          | Romania          |            |          |                  | 44               |                 |                 |  |
|  | Bulgaria         | Bulgaria         | 66         |          |                  | Finale 3º posto  | Finale 3º posto | Finale 3º posto |  |
|  | Bulgaria         | Bulgaria         | 66         |          |                  |                  |                 |                 |  |
|  |                  |                  |            |          |                  |                  |                 |                 |  |
|  |                  |                  |            |          |                  | Cecoslovacchia   | Cecoslovacchia  | 68              |  |
|  |                  |                  |            |          |                  | Cecoslovacchia   | Cecoslovacchia  | 68              |  |
|  |                  |                  |            |          |                  | Romania          | Romania         | 47              |  |

| Budapest 12 settembre 1964, ore 19:00 UTC+1 | Bulgaria | 66 – 44 (28-23) | Romania |  |

| Budapest 12 settembre 1964, ore 20:30 UTC+1 | Unione Sovietica | 63 – 43 (33-21) | Cecoslovacchia |  |

| Budapest 13 settembre 1964, ore 17:30 UTC+1 | Romania | 47 – 68 (24-37) | Cecoslovacchia |  |

| Budapest 13 settembre 1964, ore 19:00 UTC+1 | Bulgaria | 53 – 55 (20-22) | Unione Sovietica |  |

## Classifica finale
| Campione d'Europa | Campione d'Europa | Campione d'Europa |
| --- | ----------------- | --- |
| Unione Sovietica4 Poznanskaja, 5 Pyrkova, 6 Sorokina, 7 Salimova, 8 Michajlova, 9 Kukanova, 10 Orel, 11 Smildziņa, 12 Leont'eva, 13 Magidson, 14 Ravdone, 15 Čijanova, All. Lidija Alekseeva |                   | |
| Argento | Bulgaria          | Bulgaria4 Čalăškanova, 5 Damjanova, 6 Borisova, 7 Gospodinova, 8 Kafalieva, 9 V. Popova, 10 Manikova, 11 Vojnova, 13 Mladenova, 14 E. Popova, 15 Antonova, 16 Dineva, All. Dimităr Mitev                 |
| Bronzo | Cecoslovacchia    | Cecoslovacchia4 Spejchalová, 5 Richterová, 6 Soukupová, 7 Šourková, 8 Melicharová, 9 Krahulcová, 10 Blahoutová, 11 Jošková, 12 Mikulášková, 13 Holková, 14 Koťátková, 15 Jindrová, All. Svatopluk Mrázek |
| 4. | Romania           | Romania4 Vogel, 5 Haralambie, 6 Dumitrescu, 7 Antonescu, 8 Kraus, 9 Ivanovici, 10 Ferencz, 11 Romfeld, 12 Gheorghe, 13 Firimide, 14 Suliman, 15 Simon, All. Sigismund Ferencz                            |
| 5. | Polonia           | Polonia4 K. Pabjańczyk, 5 Rospondek, 6 Siwek, 7 Górka, 8 Chłodzińska, 9 Szostak, 10 Z. Pabjańczyk, 11 Kaczmarek, 12 Iwanow, 13 Wojtal, 14 Majde, 15 Chwastek, All. Ludwik Miętta-Mikołajewicz            |
| 6. | Germania Est      | Germania Est4 Paulik, 5 Schaal, 6 Krause, 7 Ameis, 8 Scholz, 9 Thieme, 10 Zimmermann, 11 Kühn, 12 Fichtner, 13 Magnus, 14 I. Laabs, 15 Bartholomäus, All. Dietrich Laabs                                 |
| 7. | Jugoslavia        | Jugoslavia4 Kalušević, 5 Kalenić, 6 S. Milojević, 7 Đoković, 8 Šaranović, 9 Meglaj, 10 Radovanović, 11 J. Milojević, 12 Pešić, 13 Miča, 14 Bebić, 15 Buljan, All. Miodrag Stefanović                     |
| 8. | Ungheria          | Ungheria4 Lick, 5 Hegedűs, 6 Kovács, 7 Balogh, 8 Mogyorósi, 9 Rátvay, 10 Renn, 11 Kaló, 12 Thúróczy, 13 Bereck, 14 Botz, 15 Stefancsik, All. Ernő Jóna                                                   |
| 9. | Italia            | Italia4 Gentilin, 5 Pausich, 6 Geroni, 7 Persi, 8 Cirio, 9 Grisotto, 10 Moreschi, 11 Ghirri, 12 Alderighi, 13 Resta, 14 Marchetti, 15 Bordon, All. -                                                     |
| 10. | Francia           | Francia4 Stephan, 5 Verots, 6 Chazalon, 7 Peter, 8 Monnerais, 9 Pierre, 10 Auxiètre, 11 Prugneau, 12 Guinchard, 13 Vignot, 14 Robert, 15 Martin, All. Georgette Coste                                    |